# 特利亚新镇
特利亚新镇是葡萄牙波尔图区的一个堂区。总面积6.06平方公里，总人口5368人，人口密度885.8人/平方公里。